# Jobst Ier de Schaumbourg
Jobst Ier de Schaumbourg (né en 1483 † 5 juin 1531) fils unique de Jean IV de Holstein-Pinneberg et de son épouse Cordula héritière de Gehmen († 1528) il est comte de Holstein-Pinneberg et du comté de Schaumbourg comme successeur de son père du 30 mars 1527 jusqu'à sa mort.
Il épouse le 1er février 1506 Marie de Nassau-Dillenbourg (morte en 1547) fille de Jean V de Nassau-Dillenbourg
qui lui donne 12 enfants dont quatre fils qui règnent d'abord conjointement avant de se partager leur héritage en 1533:
- Otto IV de Schaumbourg († 1576) il reçoit Schaumbourg en 1533,  prétendant à l'évêché de Hildesheim (1531-1537/1547) ;
- Adolphe XIII  de Holstein-Schaumbourg († 1556) qui reçoit en 1533 Pinneberg, archevêque de Cologne de 1547 à 1556  ;
- Jean V de Holstein-Schaumbourg († 1560) qui reçoit en 1533 Bückeburg ;
- Cordula de Holstein-Schaumbourg († 1542) qui épouse Everwin de Bentheim puis Gumprecht II de Neuenahr-Alpen
- Guillaume chanoine († 1580) ;
- Eric († 1565) ;
- Antoine de Holstein-Schaumbourg archevêque élu de Cologne en 1556 († 1558)
- Jobst II de Holstein-Schaumbourg († 1581) qui reçoit Gehmen en 1533/1557.